# 浅間町 (東京都府中市)

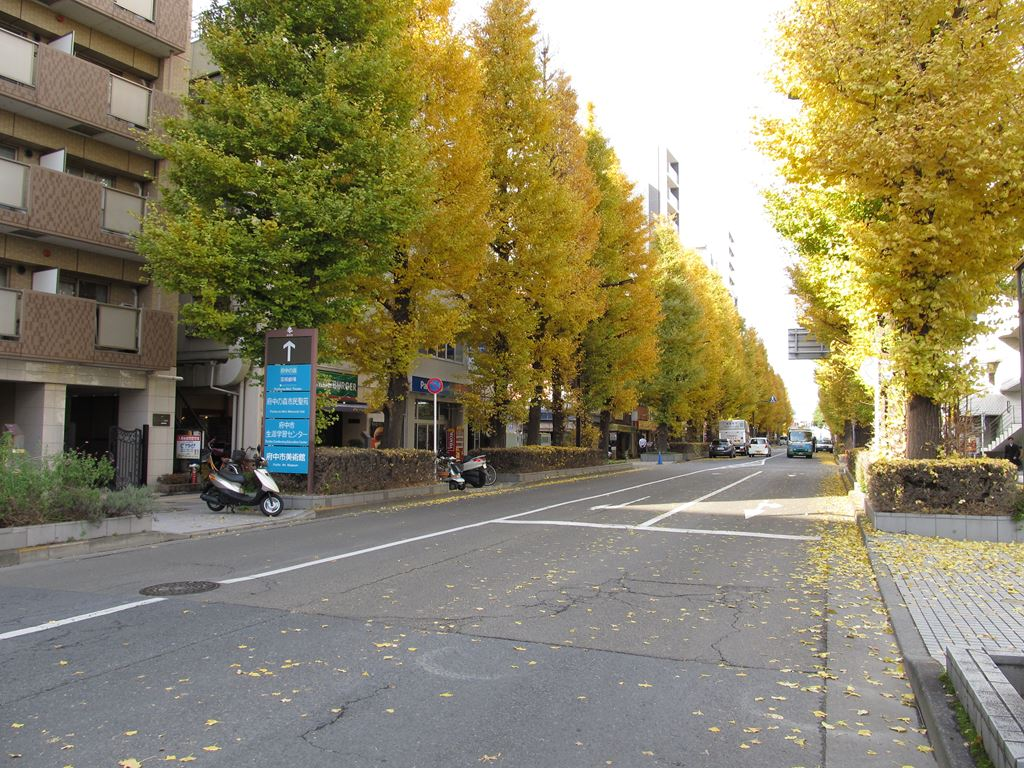
東府中交差点付近から自衛隊基地方面

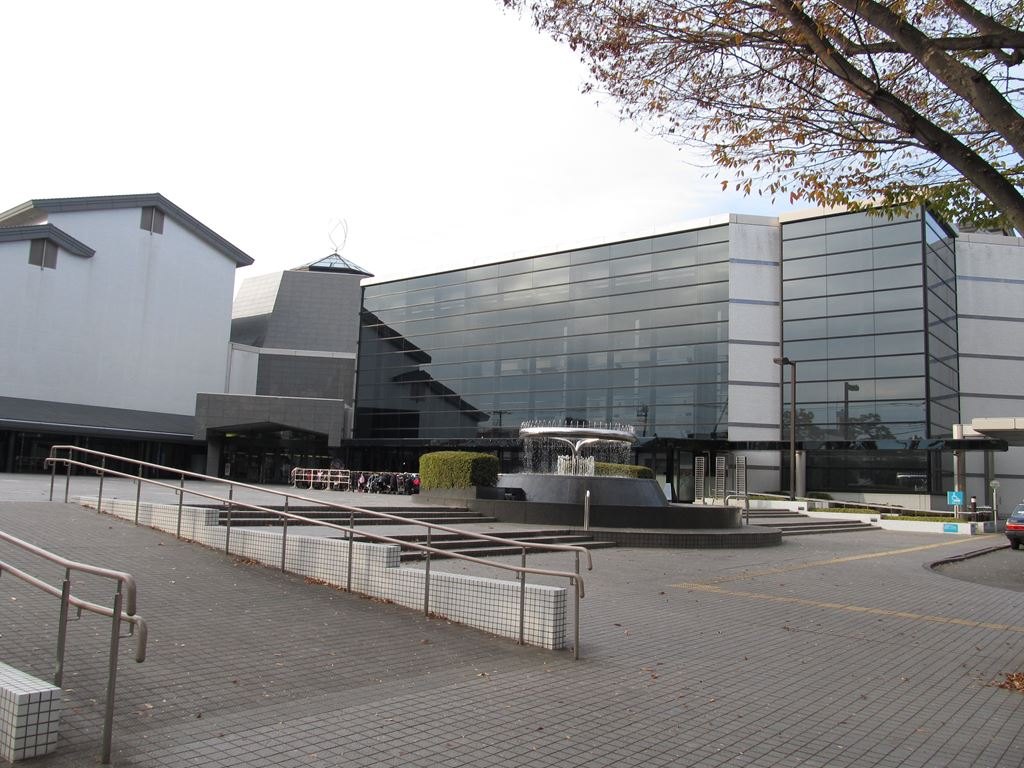
府中の森芸術劇場

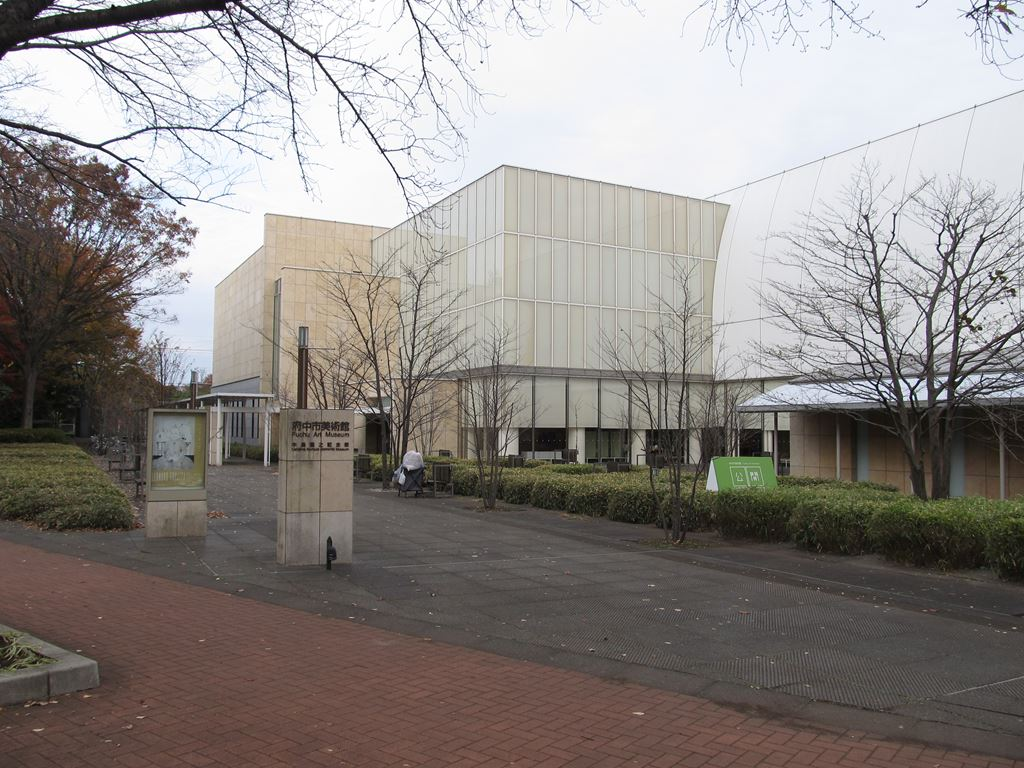
府中市美術館

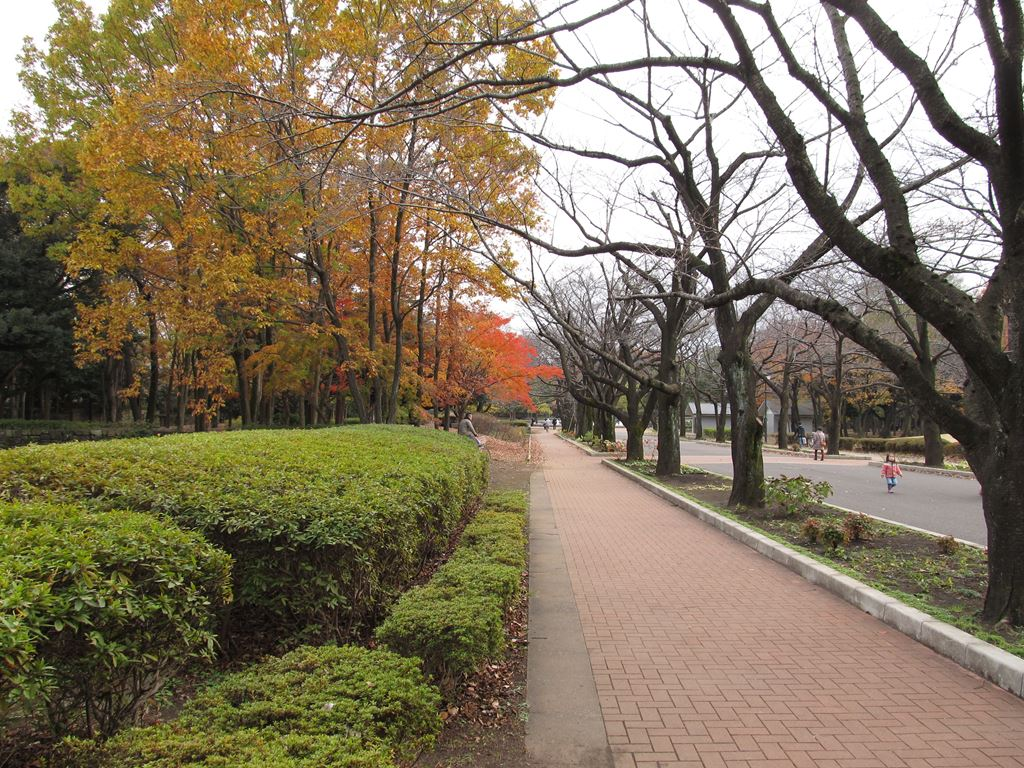
府中の森

浅間町（せんげんちょう）は、東京都府中市の地名。現行行政地名は浅間町一丁目から浅間町四丁目。郵便番号は183-0001（武蔵府中郵便局管区）。

## 地理
府中市北東部に位置する。東から時計回りに多磨町、若松町、緑町、府中町、天神町、新町及び小金井市前原町に隣接する。住宅街の中に航空自衛隊府中基地が存在している。
町名である「浅間」を冠とした、浅間山と浅間神社が存在する。この浅間山を中心として、広大な敷地を有する公園が数多く存在する。桜の見所、またムサシノキスゲの見所となっている。町内に存在する浅間山は、府中市内において国分寺崖線上の武蔵台に次ぎ二番目に標高が高い。

### 地価
住宅地の地価は、2014年（平成26年）1月1日の公示地価によれば、浅間町4丁目11番29の地点で23万7000円/m2となっている。

## 歴史
1889年（明治22年） の町村制施行から府中市発足までは北多摩郡多磨村に属していた地域である。1954年（昭和29年）4月1日に府中市成立により府中市の一部となり、1962年（昭和37年）に府中市大字人見・常久・是政・府中の各一部から成立した。

### 地名の由来
古くは多摩川が流れており、浅間山はその中州であった。南北朝時代においては「人見原の合戦」舞台となった。

## 世帯数と人口
2018年（平成30年）1月1日現在の世帯数と人口は以下の通りである。
| 丁目         | 世帯数    | 人口    |
| ------------ | --------- | ------- |
| 浅間町一丁目 | 252世帯   | 436人   |
| 浅間町二丁目 | 562世帯   | 1,109人 |
| 浅間町三丁目 | 1,137世帯 | 3,030人 |
| 浅間町四丁目 | 935世帯   | 2,092人 |
| 計           | 2,886世帯 | 6,667人 |

## 小・中学校の学区
市立小・中学校に通う場合、学区は以下の通りとなる。
| 丁目         | 番地      | 小学校                 | 中学校                 |
| ------------ | --------- | ---------------------- | ---------------------- |
| 浅間町一丁目 | 7〜14番地 | 府中市立府中第六小学校 | 府中市立府中第五中学校 |
| 浅間町一丁目 | その他    | 府中市立若松小学校     | 府中市立浅間中学校     |
| 浅間町二丁目 | 全域      | 府中市立府中第六小学校 | 府中市立府中第五中学校 |
| 浅間町三丁目 | 全域      | 府中市立府中第六小学校 | 府中市立府中第五中学校 |
| 浅間町四丁目 | 29番地    | 府中市立若松小学校     | 府中市立浅間中学校     |
| 浅間町四丁目 | その他    | 府中市立府中第六小学校 | 府中市立府中第五中学校 |

## 交通

### 鉄道
鉄道空白地帯となり町域内に鉄道駅はない。
| バス移動により利用可能な駅                            |
| ----------------------------------------------------- |
| JR中央線 - 武蔵小金井駅(JC 15) 京王線 - 府中駅(KO 20) |

### バス
- 京王電鉄バス府中営業所

…が周辺の路線バスを運行している。

### 道路
- 東京都道15号府中清瀬線（小金井街道）
- 東京都道248号府中小平線（新小金井街道）

## 施設

### 浅間町一丁目
- 東京都立府中の森公園
- 府中市美術館
- 府中の森芸術劇場
- 府中市立浅間中学校
- 府中の森市民聖苑
- 府中市生涯学習センター
- 航空自衛隊府中基地
- 府中通信施設

### 浅間町二丁目
- 慈恵院 多摩犬猫霊園

### 浅間町四丁目
- 東京都立浅間山公園
- 医療法人財団赤光会 斎藤病院